# Клиська фортеця
Клиська фортеця, фортеця Клис (хорв. Tvrđava Klis) — середньовічна фортеця, розташована неподалік від міста Спліт, над онойменним селом у центральній Далмації, Хорватія. З початку існувала як невелика фортеця, побудована давнім іллірійським племенем далматів, згодом як королівський замок, який був резиденцією багатьох хорватських королів і нарешті як велика стратегічна фортеця під час Османських воєн у Європі. Клиська фортеця охороняла кордони і протягом своєї більш ніж двох-тисячолітньої історії пережила декілька облог і захоплень. Завдяки своєму розташуванню на перевалі, що розділяє гори Мосор і Козяк, фортеця була як важливим елементом оборони в Далмації, особливо проти Османської імперії, так і однією з ключових сполучних ланок між середземноморськими портовими містами Далмації та внутрішініми районами Балканського півострова.

## Значення
Після того, як князь Мислав з князівства Хорватія зробив фортецю Клис королівською резиденцією в середині IX століття, фортеця служила резиденцією багатьом правителям Хорватії. Царювання його наступника, князя Трпимира I, засновника хорватського королівського дому Трпимировичів, є важливим періодом поширення християнства в Герцогстві Хорватії. Він значною мірою розширив фортецю Клис, і збудував в Ріжініче, в долині під фортецею, церкву та перший Бенедиктинський монастир в Хорватії. Під час правління першого хорватського короля Томислава, Клис і Біоград-на-Мору були його головними резиденціями.
У березні 1242 року біля фортеці Клис татари, які були складовим сегментом монгольської армії, під керівництвом Када'ана зазнали поразки під час переслідування угорської армії на чолі з королем Белою IV. Після поразки від хорватського війська, монголи відступили, і Бела IV нагородив багато хорватських міст та окремих дворян «істотними багатствами». Під час пізнього середньовіччя, фортеця управлялась хорватським дворянством, серед яких найбільш відомим був Павло I Шубич. Під час його правління, родина Шубичів контролювала більшу частину сучасної Хорватії і Боснії. За винятком короткого володіння силами боснійського короля Твртко I, фортеця залишалася в угорсько-хорватських руках наступні кілька сотень років, до XVI століття.
Фортеця Клис, ймовірно, найвідоміша її обороною проти османського вторгнення в Європу на початку XVI століття. Хорватський капітан Петар Кружич очолив оборону фортеці проти турецького вторгнення і облоги, яка тривала більше двох з половиною десятиліть. Під час цієї оборони, коли Кружич і його солдати воювали без союзників проти турків, була сформована військова фракція ускоки, яка пізніша стала відома як елітна хорватська войовнича секта. Зрештою, захисники зазнали поразки, і фортеця була зайнята турками в 1537 році. Після більш ніж століття перебування під владою Османської імперії, у 1669 році фортеця Клис був обложена і захоплена Венеційською республікою, що тим самим перемістило кордон між християнською і мусульманською Європою далі на схід і сприяло занепаду Османської імперії. Венеційці відновили і розширили фортецю, але вона була узята австрійцями після того, як Наполеон скасував саму республіку 1797 року. Сьогодні у Клиській фортеці розташований музей, де відвідувачі цієї історичної військової споруди можуть побачити безліч зброї, броні і традиційної форми.

## Розташування
Фортеця знаходиться вище однойменного села в 11 км від Адріатичного моря, на перевалі, що розділяє гори Мосор і Козяк, на висоті 360 м.н.м., на північний схід від Спліта в Хорватії. Завдяки своєму стратегічному розташуванню, фортеця вважається одним з найбільш важливих укріплень.
Розташована на ізольованому скельному узвишші, недоступному із трьох боків, фортеця оберігає Спліт, стародавнє римське поселення Салона, Солін, Каштела і Трогір, і більшість центральних островів Далмації. Історично фортеця контролювала доступ до узбережжя Далмації з Боснії і внутрішньої Хорватії. Важливість такої позиції відчувала кожна армія, що вторгалася  або володіла цією частиною Хорватії. Їх атаки завжди були спрямовані проти фортеці, і вражає, скільки облог вона витримала. Фортеця мала важливе стратегічне значення для Хорватії протягом всієї її історії.

## Історія

### Стародавній оплот іллірійців і римлян
Давнє іллірійськє плем'я далматів були першими відомими жителями, які жили на місці нинішньої фортеці Клис. Вони були розбиті кілька разів, і в 9 році н. е. остаточно приєднані до Риму.  Сьогоднішня фортеця Клис була відома ще римлянам під назвою «Andetrium» або «Anderium», і в більш пізні часи як «Clausura», що є витоком пізнішого «Clissa» і сучасного «Клис». Римлянам Клис став відомий знаменитою облогою Октавіана Августа під час Великого іллірійського повстання в Далмації. Дорога, яка вела з Клису до Салони і називалася «Via Gabiniana» або «Via Gabinia», згідно напису, знайденого у Салоні, здається, була збудована за Тиберія. На південний схід від фортеці досі можна побачити сліди римського табору та напис, викарбуваний на скелі; обидва вважаються сучасниками облоги при Тиберії. Опис цієї облоги часів Іллірійських воєн показує, що в ті часи фортеця була міцною та досить неприступною.

### Період міграції та прибуття хорватів
Після падіння Римської імперії, варвари сплюндрували регіон довкола Клису. Спочатку ним правив Одоакр, а потім Теодоріх Великий, після того, як він переміг Одоакра та заснував Остготське королівство. Коли Юстиніан I протягом сорока років вів майже тотальну війну у намаганні відновити стару Римську імперію, він захопив Далмацію і з 537 року Клис став частиною Візантійської імперії. Назва Клис (Kleisa чи Kleisoura) вперше згадується у главі 29 трактату імператора Костянтина VII Багрянородного «De Administrando Imperio», коли він описує римське поселення Салона, Костянтин згадує укріплення, яке було збудоване або покращене для запобігання нападам на прибережні міста та шляхи слов'янами.
Салона, столиця провінції Далматія, була розграбована та знищена 614 року аварами та слов'янами. Населення міста втекло до оточеного стінами міста Спліт, яке виникло у палаці Діоклетіана. Місто вистояло і після того швидко виросло до одного з основних міст Далмації. Через декілька десятиліть аварів витіснили хорвати, можливо після 620 року, коли у другій хвилі хорвати мігрували на запрошення імператора Іраклія для протистояння загрозі аварів для Візантійської імперії.

### Королівський замок
З початку VII сторіччя, Клис став важливим хорватським укріпленням, а пізніше однією з резиденцій багатьох правителів Хорватії. У 835—845 рр. хорватський князь Приморської Хорватії Мислав зробив замок Клис своєю головною резиденцією. Незважаючи на формальне підпорядкування франкам, франки не відігравали у Хорватії майже жодної ролі у 820х — 840х роках. Після смерті Мислава, починаючи з князя Трпимира I, замком Клис володіли члени будинку Трпимировичів, які спочатку були князями Хорватського князівства (dux Croatorum), а потім королями Хорватського королівства (rex Croatorum). Вони перетворили ранній римський форт у свою столицю. Відносини з Візантійською імперією значно покращились за правління Трпимира, який переніс головну резиденцію князівства з міста Нин до Клиса.
Правління Трпимира також відомо поширенням християнства у середньовічній Хорватії та першою згадкою назви «хорвати» у місцевих документах. У березні 852 року Трпимир I видав «Указ у Б'ячі» (лат. in loco Byaci dicitur) латиною, підтвердивши дари Мислава дієцезії у Спліті. У цьому документі Трпимир I іменував себе; «Волею Господа, князь (герцог) хорватів» (лат. Dux Chroatorum iuvatus munere divino), а своє королівство «Королівством хорватів» (лат. Regnum Chroatorum); він також згадав Клис як свою власність — резиденцію. Нижче Клиса, у Ріжниці, Трпимир збудував церкву і перший бенедиктинський монастир у Хорватії, про що свідчить знайдений кам'яний фрагмент на арці з вівтарного екрану, з написом імені і титулу князя.
|  | ...лат. pro duce Trepimero… – укр. для князя Трпимира |

Суперечливий саксонський теолог середини 9-го ст, Готтшалк з Орбе, певний час провів при дворі Трпимира між 846 і 848 рр. Його праця «De Trina deitate» є важливим джерелом інформації про правління Трпимира. Готтшалк був свідком битви між Трпимиром і візантійським стратегом, де Трпимир переміг.
Під час правління хорватського короля Томислава I, у якого не було постійної столиці, Клиський замок і Біоград-на-Мору були його головними резиденціями.

### Тамплієри
З початку XII ст. та після згасання хорватської династії Трпимировичів, замком Клис переважно володіла хорватська шляхта, яка була васалами угорських королів. Хорватське і Угорське королівство з 1102 року були у персональній унії двох королівств під головуванням угорського короля.
Андраш II дуже прихильно ставився до тамплієрів. Коли він брав участь у П'ятому хрестовому поході, він призначив Понтіуса де Круче, майстра ордена тамплієрів в Угорському королівстві, регентом Хорватії та Далматії. Після повернення з походу 1219 року, на визнання великої логістичної та фінансової підтримки Орденом під час його походу, Андраш подарував Ордену маєток Гацка. Навіть до від'їзду з міста Спліт 1217 року, він передав тамплієрам замок Клис (Clissa), стратегічний пункт на дорозі від Спліта (Spalato) вглиб материка, який контролював підходи до міста. Андраш не хотів довіряти цей важливий замок комусь з місцевих магнатів., а натомість бажав, щоб ним управляло місто Спліт, яке він захищав. Однак місто не захотіло прийняти королівське благо, він довірив замок тамплієрам. Невдовзі після того, тамплієри втратили Клис і на заміну король передав їм прибережне місто Шибеник (Sebenico).

### Монгольська облога
Більшість Хорватії була розграбована монголами, але вони не мали тут значних військових перемог під час вторгнення у Хорватію та Угорщину. Татари на чолі з Када'аном зазнали значної поразки у березні 1242 році під Клиською фортецею під час їх переслідування Бели IV. Татари вважали, що король перебуває у фортеці і тому почали її атакувати з усіх боків. Однак природний захист фортеці дозволив їх списам та стрілам спричинити лише обмежену шкоду. Вони зійшли з коней та спробували піднятися до фортеці пішки по схилу. Захисники фортеці кидали зі стін каміння та вбили багато татар. Татари розграбували будинки біля підніжжя фортеці, але не змогли захопити її саму. А коли вони дізналися, що короля у фортеці немає, вони припинили свій напад і попрямували до Трогіру, а частина — у напрямку Спліта. Вони переслідували Белу IV від міста до міста, а хорватська шляхта і такі міста Далмації, як Трогір і Раб допомогли його втечі. Після відступу монголів, Бела IV винагородив тих, хто йому допоміг.
Свята Маргарита Угорська, дочка Бели IV і Марії Ласкарини, народилась у Клиській фортеці 1242 р..
Монголи здійснювали напад на міста Далмації ще декілька років, але врешті-решт відійшли без значного успіху, оскільки, на думку деяких істориків, гірська місцевість не підходила до їхнього стилю війни і вони зазнавали значних втрат, коли хорвати атакували їх із засідок на гірських перевалах. Інші історики вважають, що єдиною причиною відступу монголів стала смерть хана Уґедея.

### Правління Шубичів
Слабка королівська влада за правління Стефана V Арпада дозволила будинку Шубичів відновити свою колишню роль у Далмації. 1274 року помер Стєпко Шубич з Брибіра і його наступником (головою роду) став Павло I Шубич. Невдовзі потому Ласло IV визнав баланс влади у Далмації та призначив Павла I баном Хорватії і Далмації. Ласло IV помер 1290 року, не залишивши по собі синів, і почалася громадянська війна за спадщину між ворожими кандидатами, про-угорським Андрієм III і про-хорватським Карлом Маттелем Анжуйським. Батько Карла Маттела — король Неаполю Карл II, дарував та визнав всю Хорватію від Петрової гори (хорв. Petrova Gora) до гирла річки Неретви родовими землями Павла I Шубича. Таким чином Карл перетворив особисту посаду Петра як бана у династичну посаду родини Шубичів. Вся інша шляхта регіону стала васалами Павла Шубича. У відповідь, Андрій III 1293 року випустив схожий наказ на користь Павла. Під час цієї боротьби за трон, брат бана Павла, Георг I Шубич, подорожував до Італії, до двору римського папи та короля Неаполю. У серпні 1300 року Георг I повернувся до Спліту разом з Карлом Робертом. Павло Шубич супроводжував Карла Роберта (пізніше короля Угорщини Карла I) до Загребу, де останнього коронували; далі вони подорожували до Естергому, де 1301 архієпископ Естергому коронував Карла І королем Угорщини та Хорватії.
Павло I Шубич, бан Хорватії та Далмації, став Володарем всієї Боснії 1299 р. Хоча він підтримував короля, Павло I продовжував діяти незалежно і правив значною частиною сучасної Хорватії та Боснії. Він призначив своїх братів комісарами міст Далміції, і надав Спліт своєму брату Младену I Шубичу, а Шибеник, Нин, Трогір і Оміш своєму брату Георгу I Шубичу. Коли останній помер 1302 р., Младен I Шубич правив як бан Боснії над Боснією з Клиської фортеці до загибелі у битві 1304 р. Після його смерті фортеця була передана сину Карла Младену II Шубичу, який правив Боснією як і його дядько. Георг II Щубич та його син Младен III Шубич продовжили правити фортецею до кінця 14-го ст. Сестра Младена III Шубича Єлена Шубич одружилась у фортеці Клис з Владиславом з роду Котроманичіів. Весілля тривало все літо та було доступно для всіх верств населення. Пізніше Єлена Шубич народила сина, що став першим королем Боснії, Твртко I, який пізніше наслідував фортецю.

### Петар Кружич та ускочі
Завдяки розташуванню, Клиська фортеця була важливою захисною точкою під час османської окупації Балкан. Вона стояла на шляху, яким османи могли подолати гори, які відділяли захоплену ними Боснію від прибережних рівнин довкола Спліту. Хорватський феодал Петар Кружич створив гарнізон з хорватських біженців, який використовував базу у Клиській фортеці як для захисту від турків, так і для мародерських нападів та піратства кораблів у прибережних водах. Номінально він визнавав сувереном короля Фердинанда з династії Габсбургів, який отримав корону Хорватії 1527 року,, але фактично Кружич та його ускочі були владою самі собі.
Коли фортеці загрожувала велика турецька навала, Кружич звернувся до Фердинанда I по допомогу, але увага імператора була відвернута на вторгнення турків у Славонію. Понад 25 років Кружич захищав фортецю від турків. Він очолював захист Клису, а його солдати фактично сами билися проти османів, які продовжували нападати на фортецю. Від угорського короля війська так і не прийшло, оскільки воно було розбито османами у битві при Могачі 1526 р., а Венеційська республіка відмовилась надіслати допомогу. Допомогти людьми та грошима воліли лише папи Римські.

### Остаточна османська облога
Папа Павло III мав певні права на Клис і у вересні 1536 року Римська курія розмірковувала над зміцненням захисних ліній фортеці. Папа повідомив Фердинанда І, що він має бажання розділити витрати на утримання належного гарнізону у фортеці Клис. Фердинанд I направив до Клису допомогу і мав надію утримати фортецю, коли турки знову стали під нею облогою. Для допомоги Фердинанд набрав людей з Трієсту та інших земель Габсбургів, а папа Павло III надіслав солдат з Анкони. На допомогу було відправлено бл. 3 000 кінних воїнів, під керівництвом Петара Кружича, Нікколо далла Торре та папського коміссіонера Джакомо Далморо д'Арбе. 9 березня 1537 року вони та 14 артилерійських команд висадилися на берег поблизу Клиса. Сулейман I Пишний послав 8 000 своїх воїнів під командуванням Мурата-беке Тардича (хорвата Амурата Вайводи, який народився у Шибенику, але служив туркам), на осаду Клиської фортеці та боротьбу проти Петара Кружича. Початкова битва між турками та християнським підкріпленням закінчилася без переваги якоїсь сторони, але вже 12 березня до турків прибуло велике підкріплення і спроба християн зняти осаду фортеці закінчилась невдало. Погано навчена підмога від Габсбургів втекла від турків і їх спроби сісти на кораблі у затоці Солін спричинили затоплення цих кораблів. Нікколо далла Торра та папський коміссіонер змогли втекти, а Кружич, який полишив фортецю для переговорів з підкріпленням, був схоплений та страчений турками. Після його смерті та з урахуванням нестачі води у фортеці її захисники здалися османам в обмін на свою свободу 12 березня 1537 р. Багато мирних жителів втекли з міста, а ускочі відступили до міста Сень, звідки продовжили боротьбу з турками.

### Санджак Османської Боснії
Під час Османських війн в Європі, протягом століття Клиська фортеця була адміністративним центром або санджаком (Kilis Sancağı) Боснійського еялету. 7 квітня 1596 року шляхтичі зі Спліту Іван Альберті та Нікола Сіндро, разом з ускочами та повстанцями Полице і Каштелю та за допомоги дисидентів турецького гарнізону, захопили фортецю. Бей Мустафа, щоб відбити фортецю, привів десятитисячну армію. На допомогу 1,5 тисячі захисникам фортеці, генерал Іван Ленкович привів ще тисячу ускочів. Під час битви, Ленкович був поранений та його люди відступили. Фортеця була знову захоплена турками 31 травня.

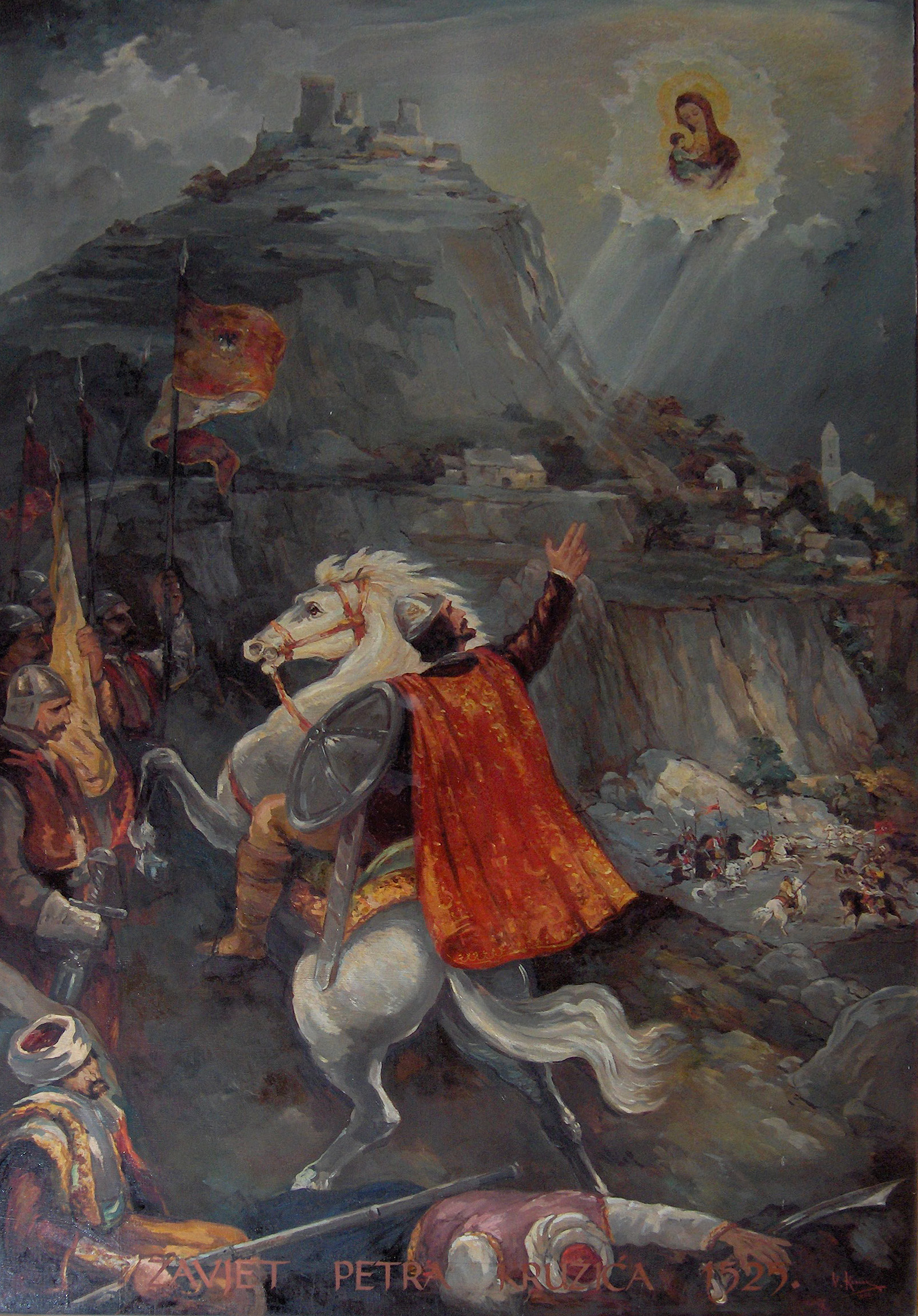
Петар Кружич бється з османами

З добре укріпленої позиції у Клиській фортеці, турки були постійною загрозою венеційцям та місцевому хорватському населенню довкола. Вважається, що після перемоги турків під Новиградом, 1647 року турки зосередили 30-тисячне військо у готовності напасти на Спліт. Сеньйорія надіслала 2 тисячі солдат зі зброєю та провізією до Спліту. Хоча Спліт і Задар були міцними фортецями, вони постійно перебували під загрозою.

### Венеційське панування
У 1420 році Ладислав Неапольський був переможений у боротьбі за панування над Хорватією і втік до Неаполя. Після своєї втечі він продав свої «права» на Далмацію Венеційській республіці за відносно невелику суму у 100 000 дукатів. Однак Клис та Клиська фортеця лишились частиною Хорватського королівства. З того часу венеційці мали претензії на володіння Клисом, оскільки фортеця була однією з найбільш важливих стратегічних точок регіону.
Під час Кандійської війни (1645—1669) венеційці у Далмації отримали підтримку місцевого населення, особливо від морлахів. Венеційський командувач Леонардо Фосколо захопив декілька фортів, повернув Новиград, тимчасово захопив Книнський замок і зумів заставити гарнізон Клиської фортеці здатися. У той же час місячна облога османами фортеці Шибеник провалилася.
Від 1669 року фортеця Клис була у володінні венеційців, і так було до падіння Венеційської держави. Венеційці відновили і розширили фортецю під час їх правління. Після чергової, сьомої війни з турками з 1714 по 1718 рр., венеційці зуміли заглибитися до боснійсько-хорватського кордону, захопивши цілу Синську область та Імотський. Після цього турецька загроза була ліквідована і Венеція не мала серйозного ризику для своєї влади в Далмації, до розпуску Наполеоном самої республіки 1797 р. Межа між християнською і мусульманською Європою була перенесена далі на схід, і фортеця втратила своє головне стратегічне значення. Згодом Клис був узятий австрійцями. Остання військова окупація фортеця Клису була країнами Осі під час Другої Світової Війни.

## Архітектура

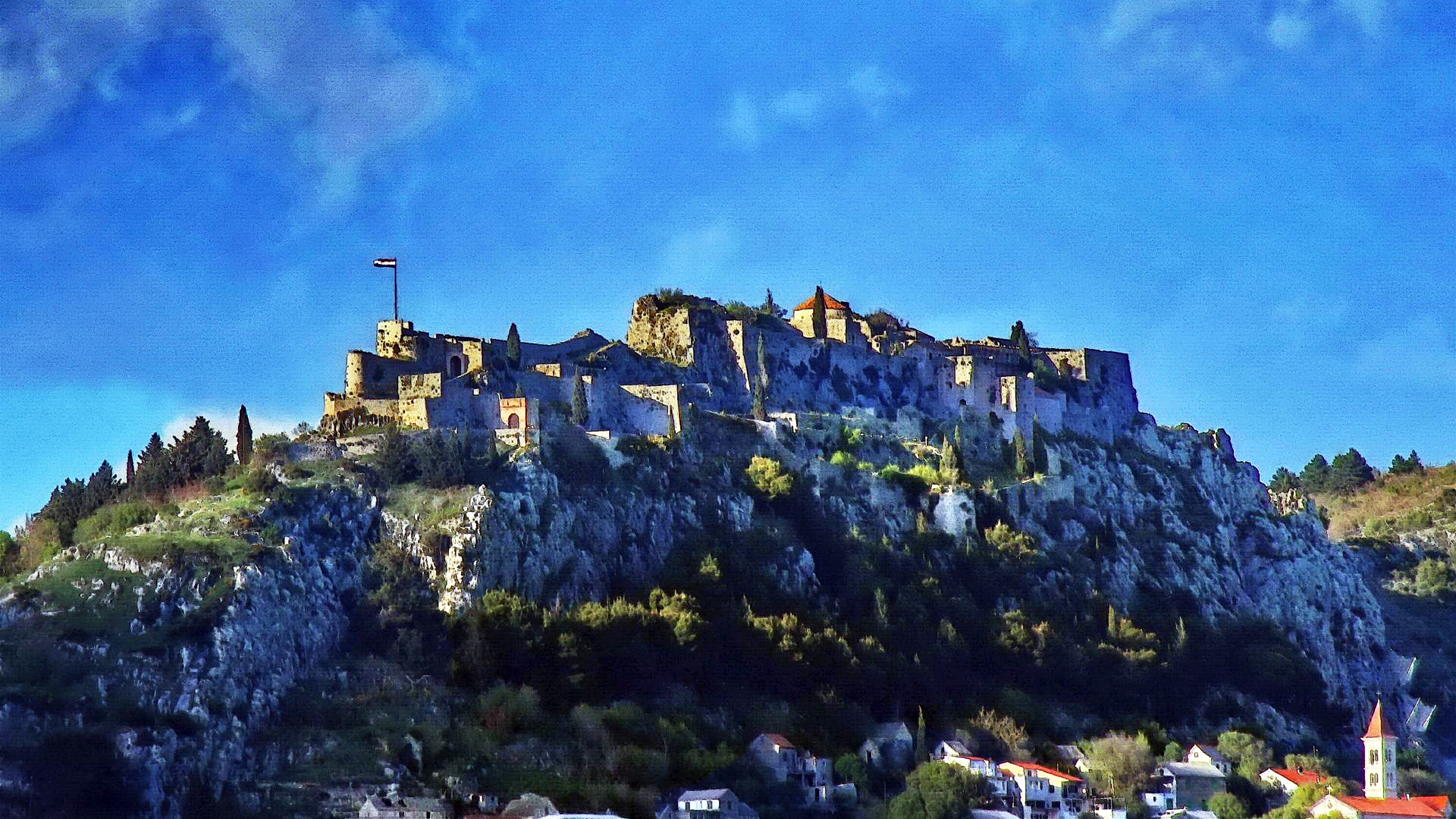
Вигляд з південного заходу в кінці дня

Клиська фортеця є одним з найбільш важливих вцілілих прикладів захисної архітектури Далмації. Вона є на диво повною спорудою з трьома витягнутими прямокутниками захисних ліній, складених кам'яними оборонними мурами, що оточують центральне укріплення (Položaj maggiore), яке розташоване на східному, найвищому кінці фортеці. «Položaj maggiore» або «Гранд-позиція» є змішаною хорватсько-італійською назвою, яка походить з часів, коли Леонардо Фосколо захопив фортецю для венеційців 1648 року. У ті часи нижче мурів виникло село. Структури фортеці переважно неправильні, оскільки їх будівництво враховувало природну топографію пагорбу. Не пагорбах довкола Клиса розташовані декілька малих веж, збудованих турками, щоб спостерігати за фортецею.

### Околиці фортеці
Клиська фортеця височіє на оголеному схилі, поділеному на дві частини. Перша, нижня частина, розташована на захід, у тіні гори Гребень з півночі. Друга, вища частина, розташована на схід та включає вежу «Опрах», чия назва майже напевно стосується конкретної частини захисту. У цій секції, над якою не височіє жодна гора, була розташована квартира командера. Єдиний вхід до фортеці розташований з заходу. На південно-східній частині фортеці та під нею було поселення (частина сучасного села Клис), яке мало назву «borgo» чи «suburbium», і було оточене подвійними мурами зі 100—200 вежами. Схоже менше поселення (також частина сучасного села Клис) розташовувалось під горою Гребельна плато Мегдан; у цьому поселенні були лазарети і карантини (у часи турків їх називали «nazanama»), а також багато постоялих дворів для мандрівників, які також використовувались для ізоляції під час епідемій. Це дозволяло вберегти прибережні міста, переважно Спліт, від епідемій, які поширювались з Боснії. Поблизу фортеці були розташовані кілька джерел питної води, найближчим та найбільш важливим в часи облоги з яких було джерело під назвою «Три царі».

### Нинішній вигляд

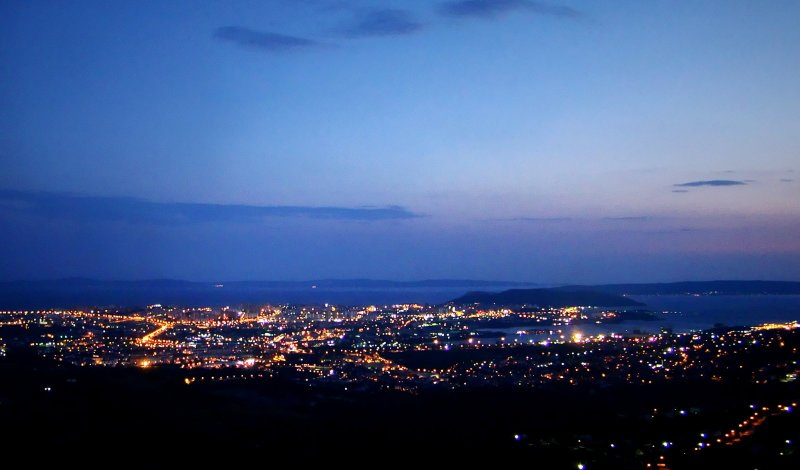
Вид на Спліт.

Фортеця була збудована на південній стороні скелястого пагорбу і здалеку її ледве можна розрізнити на фоні як неприродну споруду. Захисні здатності фортеці випробовувались протягом всієї історії у багатьох військових операціях. За століття використання різними арміями фортеця зазнала декількох реновацій і розбудов для відповідності розвитку зброї. Початковий вигляд фортеці невідомий внаслідок структурних змін, зроблених хорватами, турками, венеційцями та австрійцями. Поточний вигляд переважно кам'яної фортеці є наслідком реконструкції, виконаної венеційцями у 17-му ст.
Перша оборонна лінія
Багато з будівель Клиської фортеці, збудованих між 17 і 19 ст. частково або повністю збереглися. Фортеця складається з трьох частин, оточених мурами з окремими входами. Перший головний вхід був збудований австрійцями на початку 19-го ст. на місці більш раннього венеційського входу. Зліва від входу розташовані укріплення (мури), збудовані венеційцями на початку 18 ст. Також поблизу головного входу розташована так звана «позиція Аванцато», яку збудували 1648 року і неодноразово відновлювали у подальшому. На першому поверсі укріплень розташований вузький коридор з закладеною стелею, який має назву каземат.
Друга оборонна лінія

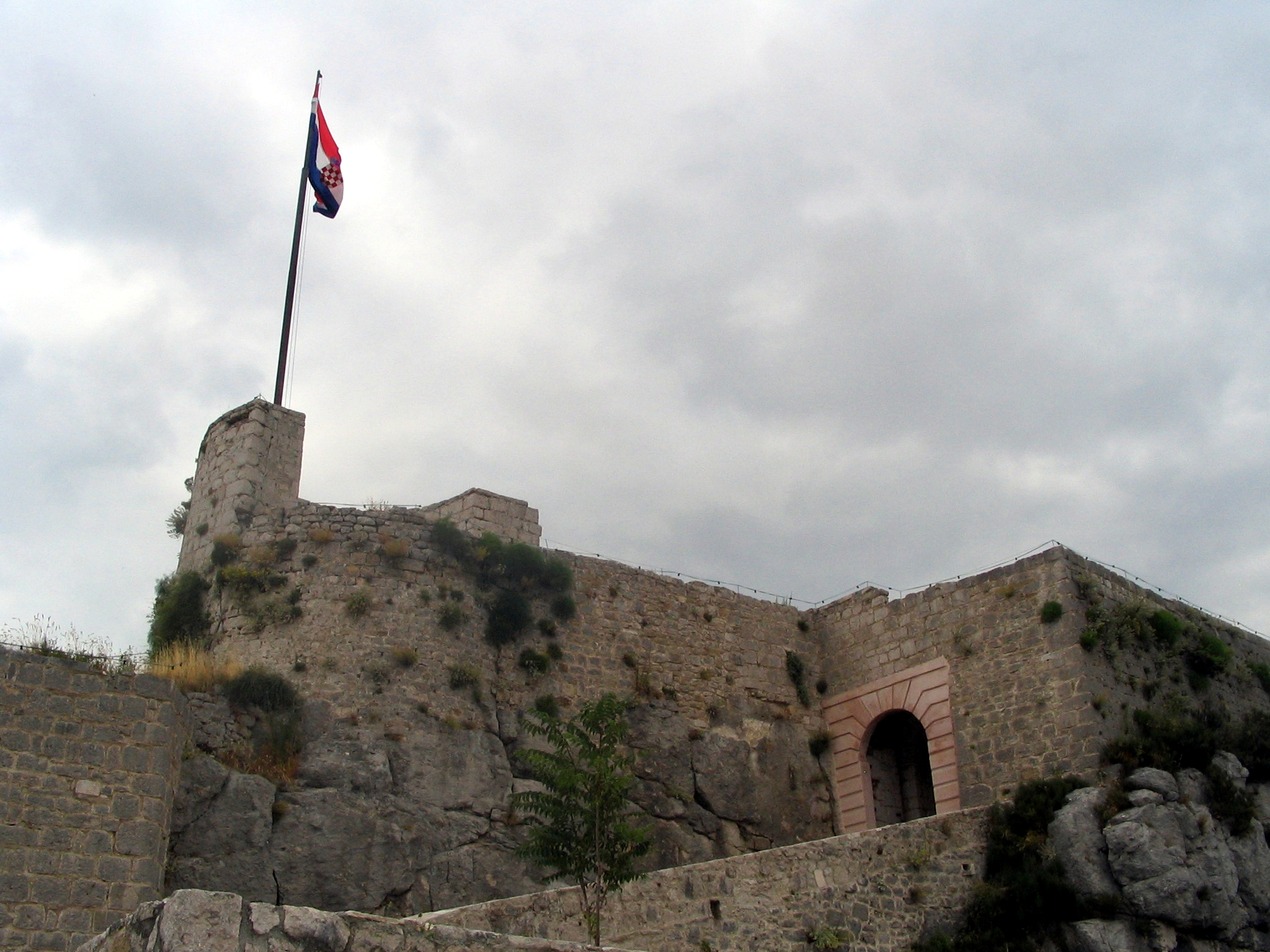
Вежа Опрах, що охороняє другий вхід.

Другий вхід до фортеці, що був значно пошкоджений облогою 1648 р., веде до колишньої середньовічної частини фортеці, якою колись правила хорватська шляхта. Після 1648 року венеційці повністю відновили другий вхід, але його сучасний вигляд створений австрійцями на початку 19-го ст. Вздовж північного муру поблизу другого входу розташована вежа фортеці під назвою «Опрах», найбільш важливе середньовічне укріплення західної частини фортеці. Вперше вежа згадується 1355 року, але пізніше венеційці зробили на ній нижчу корону. Поблизу входу розташовані австрійські бараки артилерії першої половини 19-го ст. 1931 року їх верхній поверх був зруйнований і зберігся тільки перший поверх.
Третя оборонна лінія

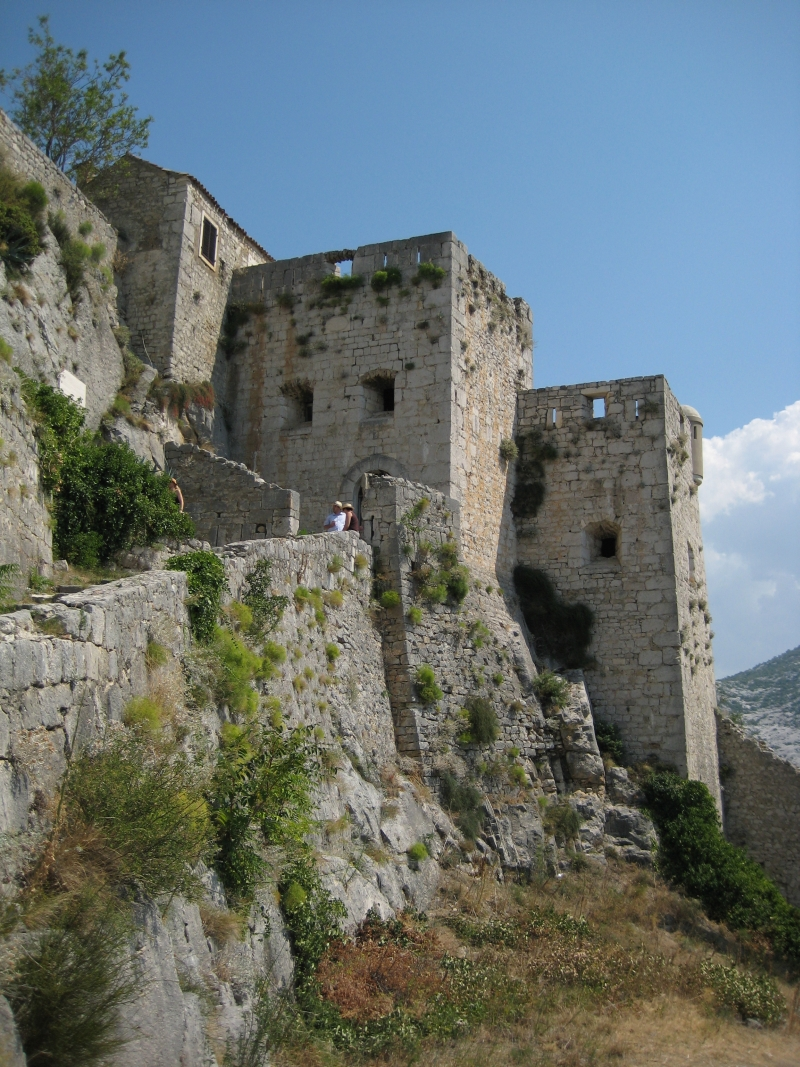
Вхід у третю оборонну лінію, через треті ворота в середньовічній вежі.

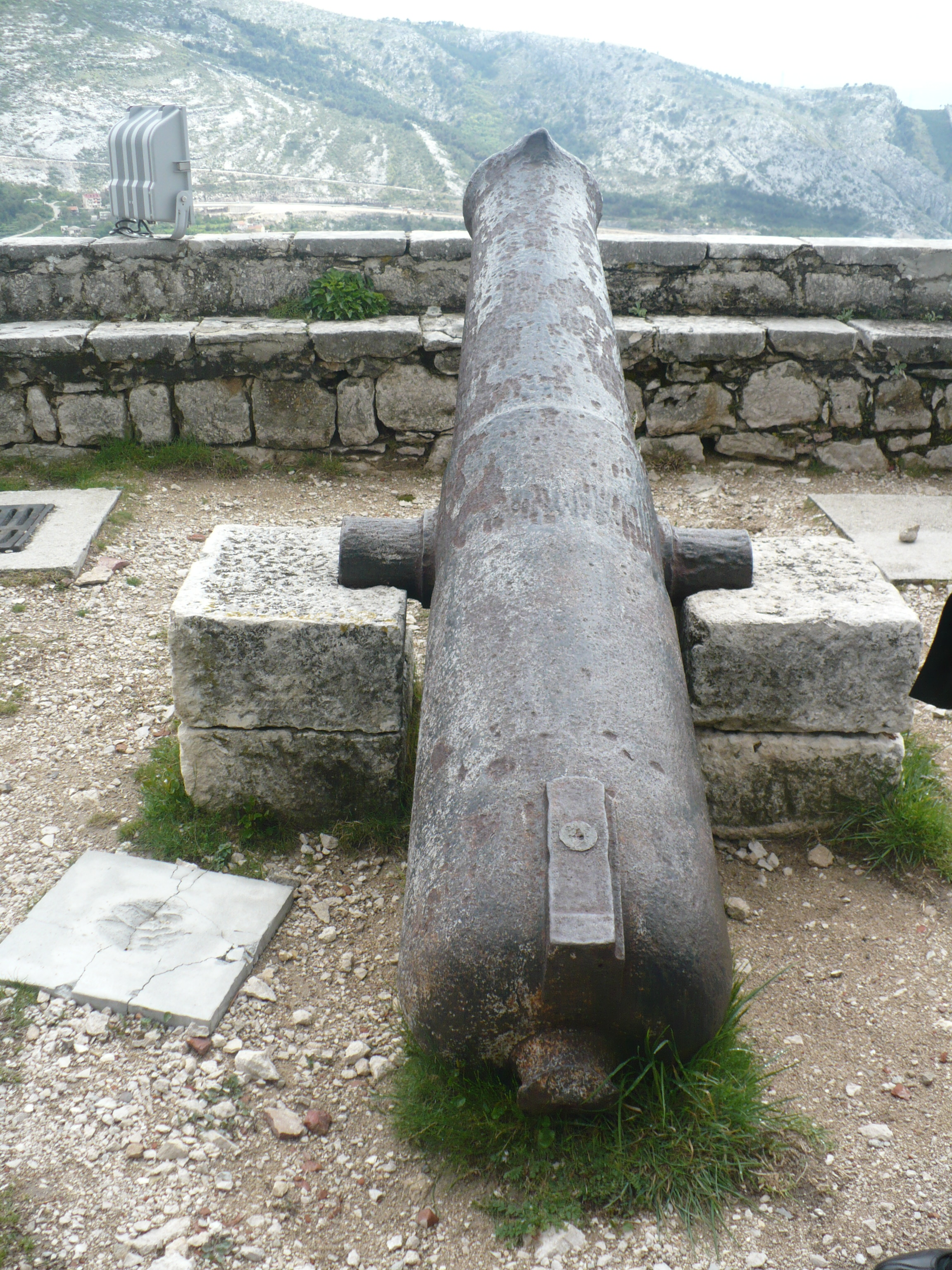
Гармати в замку

Третій вхід веде до частини, збудованої у ранньому Середньовіччі. Венційці декілька разів відновлювали її після отримання контролю 1648 року, востаннє — у 1763 році. У цій частині фортеці розташовані бокова вежа, збудована у 18-му ст. і завершена 1763 року, склад зброї, збудований у середині 17-го ст. і старий пороховий склад 18-го ст. Резиденція управителя була збудована у 17-му ст. на фундаментах найстаріших будівель часів хорватських королів та відремонтована австрійцями, які розмістили у ній командний пункт фортеці та інженерів. На найвищій точці фортеці був розташований «Новий склад пороху», збудований на початку 19-го ст.
Найстаріша вціліла будівля, з куполом і мінаретом, колись була квадратною турецькою мечеттю, збудованою після завоювання Клису 1537 року на фундаменті більш ранньої старохорватської католицької каплиці. Після завоювання 1648 року, венеційці розібрали мінарет та перетворили мечеть у римо-католицьку церкву святого Віта (хорв. Crkva St. Vida). Будівля є простим квадратом у плані з восьмикутним кам'яним дахом. Колись у церкві було три вівтарі, присвячені святому Віту, Діві Марії та святій Варварі, але зараз у церкві не має облаштування, крім великої барочної кам'яної хрестильної купелі з викарбуваним роком 1658. На захід від церкви розташований бастіон Бембо, найбільша артилерійська позиція у третій оборонній лінії і всій фортеці, з широкими отворами для гармат. Бастіон був збудований у середині 17-го ст. на місці колишньої вежі Кружича та захисних позицій Сперанци.

## Сьогоднішній день
Клиська фортеця була перетворена на туристичну принаду Асоціацією історичною реконструкції «Клиські ускочі» у Клисі за допомоги департаменту збереження Міністерства культури у Спліті. Відвідувачі історичної військової споруди можуть ознайомитися з виставкою зброї, лат і традиційної уніформи у будівлі, яка була австрійською зброярнею.
Клис також згадується у хорватському прислів'ї, заснованому на опорі Клису та силі його людей: «Клису важко, бо він на скелі, а скелі важко, бо Клис на ній».

## У популярній культурі
Фортеця використовувалась у історичному фільмі 1972 року «Eagle in a Cage» як острів Святої Єлени. Клис також виступав вигаданим містом Меерін у серіалі HBO «Гра престолів».

## Галерея

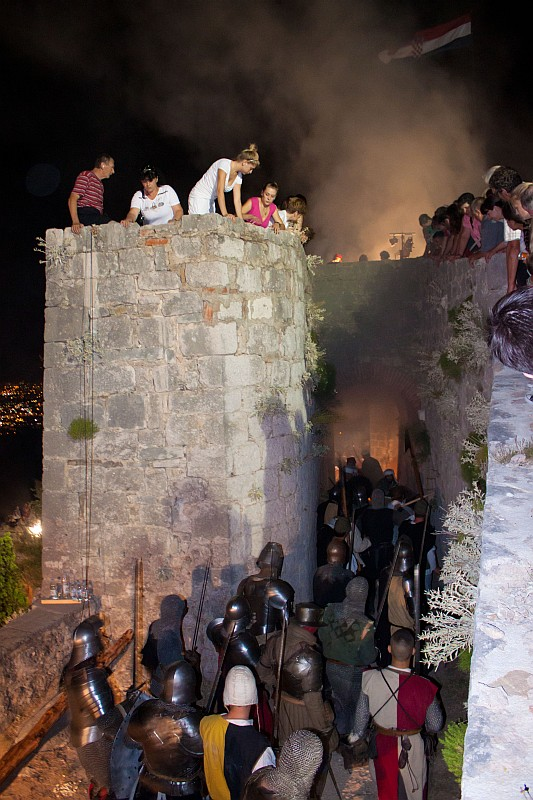
Інсценування "Кліських ускочів"
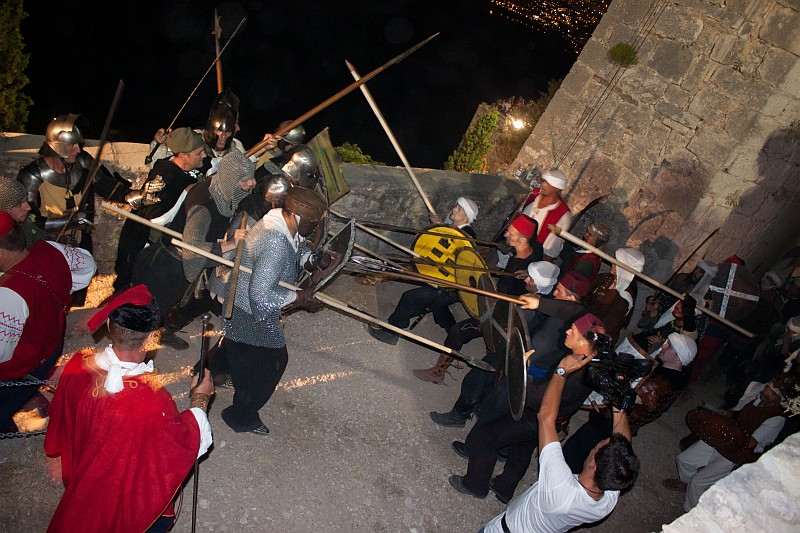
Інсценування битви хорватів і османів
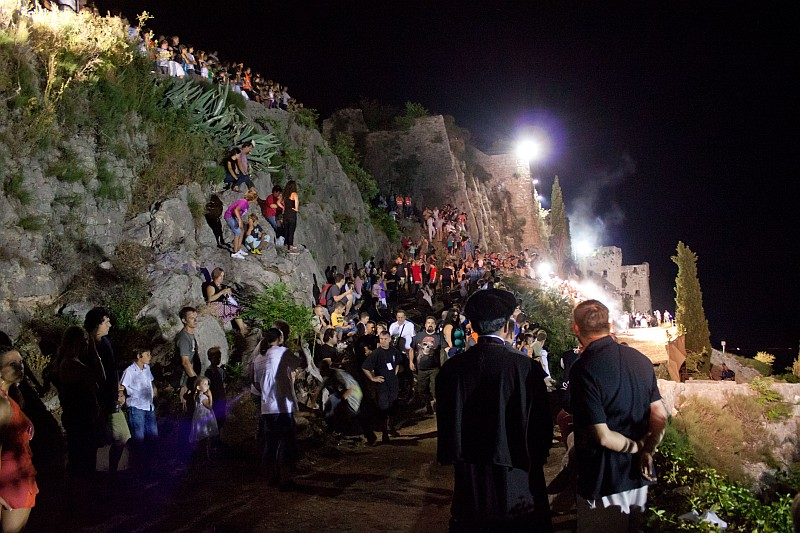
Великі натовпи зібралися, щоб подивитися на інсценований бій
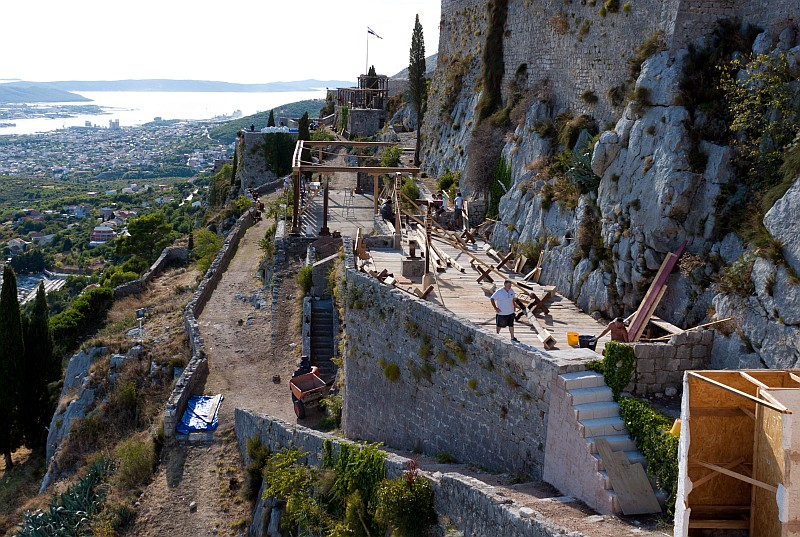
Замок у серіалі "Гра престолів"
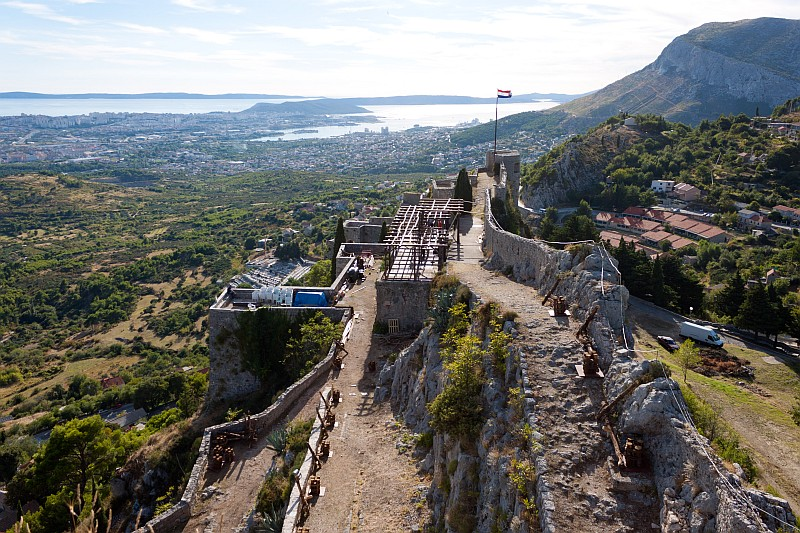
Вид з вершини фортеці